# Пастушок світлогорлий
Пастушок світлогорлий (Pardirallus nigricans) — вид журавлеподібних птахів родини пастушкових (Rallidae). Мешкає в Південній Америці.

## Опис
Довжина птаха становить 28,5-35 см, вага 215 г. Верхня частина тіла темно-оливково-коричнева, хвіст чорний. Горло білувате, голова, задня частина шиї і нижня частина тіла сірі. Райдужки червоні. Дзьоб зеленувато-жовтий, біля основи жовтувато-охристий. Лапи червоні.

## Підвиди
Виділяють два підвиди:
- P. n. caucae (Conover, 1949) — долина річки Каука (захід центральної Колумбії);
- P. n. nigricans (Vieillot, 1819) — від східного Еквадору і Перу до східної Бразилії і північно-східної Аргентини.

## Поширення і екологія
Світлогорлі пастушки мешкають в Колумбії, Еквадорі, Перу, Болівії, Бразилії, Аргентині і Парагваї, спостерігалися на заході Венесуели. Вони живуть на болотах, вологих і заплавних луках та на рисових полях, на висоті до 2200 м над рівнем моря. Живляться комахами та іншими безхребетними, а також дрібними хребетними, зокрема зміями з роду Helicops. Початок сезону розмноження різниться в залежності від регіону. Гніздо робиться з переплетеної трави, розміщується на землі. В кладці 2-3 білих або рожевувато-кремових яйця, поцяткованих коричневими або фіолетовими плямками. Інкубаційний період триває 18-21 день, за пташенятами доглядають і самиці, і самці.